# Antonio Ortiz Echague
Antonio Ortiz Echague (Guadalajara, 15 ottobre 1883 – Buenos Aires, 8 gennaio 1942) è stato un pittore spagnolo.

## Biografia
Logroño, sua dimora nel periodo 1889-1898, è il luogo dove l'artista dipinge il suo primo quadro.

### Il periodo parigino
Successivamente entra, dopo il trasferimento a Parigi a far parte del taller del pittore francese Bonnat non prima di aver frequentato l'Accademia Julian e l'Accademia di Belle Arti francese.
Sono gli anni della ricerca dove gli studi sono anche fondati sulla riproduzione dei quadri del Museo del Louvre e su alcune esercitazioni di disegno dal vero.

### Il periodo romano
Nel 1904 inizia il periodo romano, l'occasione è la vincita di una borsa di studio presso l'Accademia Spagnola di Belle Arti della capitale.

Ortiz abbraccia la linea della corrente costumbrista che, iniziata come movimento letterario, ha poi influenzato anche il campo artistico. La caratteristica di questo movimento è quella di rappresentare gli usi e i costumi di una popolazione. Ortiz sceglie la Sardegna che è stata meta di alcuni suoi viaggi in occasione del periodo romano.

L'ambientazione è quella quotidiana e di aggregazione sociale nei luoghi di Bono, Mamoiada, Ittiri, Sassari, Nuoro.

### Il periodo atzarese
Il periodo atzarese è però il più ispirato. È qui infatti che dipinge la sua opera più importante: Fiesta de la cofradia de Atzara oggi custodita in Spagna nel museo San Telmo, a San Sebastián.

### Il periodo olandese
Segue il periodo olandese dove si dà al ritratto e dove è protagonista di numerose esposizioni. Tale attività culmina nel 1912 quando si reca in Spagna per il ritratto di Alfonso XIII.

### Il periodo marocchino
Seguono tappe in Argentina e Stati Uniti per poi stabilirsi attorno al 1930 a Fez in Marocco.

### Il periodo argentino
Infine è la volta dell'Argentina, e più precisamente del territorio della Pampa, che lo vedrà morire nel 1942 all'età di 58 anni.